# Impala (DC Comics)
Impala è un personaggio immaginario, un personaggio dei fumetti pubblicato dalla DC Comics. Comparve per la prima volta in Super Friends n. 7 (ottobre 1977), e fu creato da E. Nelson Brindwell e Ramona Fradon.
Kid Impala è un personaggio immaginario, un supereroe dei fumetti pubblicato dalla DC Comics. Comparve per la prima volta in JLA: Classified n. 2 (febbraio 2005), e fu creato da Grant Morrison e Ed McGuinnes.

## Biografia del personaggio

### Impala
M'Bulaze (si sa solo il nome) è un guerriero zulù del Sudafrica. Aiutò Flash a smantellare una bomba in Sud Africa. Successivamente unì le forze con altri eroi africani durante la Crisi sulle Terre infinite. Lui, insieme ai Guardiani del Globo, fu sottoposto al lavaggio del cervello da Queen Bee di Bialya.
Come parte di uno stratagemma percepito pubblicamente, i Guardiani e la Justice League furono ingannati nello sconfiggere un robot alieno gigante. Il robot fu inviato dalla stessa Queen Bee, a cui non importava se qualche Guardiano sarebbe rimasto ucciso. Durante la battaglia, Impala "salvò" Power Girl, non capendo che lei era una dei pochi a poter contrastare le raffiche di venti del robot.
Dopo aver recuperato i sensi ed essere stato salvato dai Guardiani e dalla Justice League, Impala si prese del tempo per sé. Mentre visitava Metropolis, fu attaccato da un antico essere, Fain Y'onia. La conseguenza della battaglia fu la perdita dei suoi poteri. Prima che Fain fosse definitivamente sconfitto, causò la morte degli amici di Impala, Bushmaster e Thunderlord.
Impala fu successivamente coinvolto nella Casa dei Giochi di Roulette. Non sopravvisse alla visita.

### Kid Impala
A M'Bulaze succedette Kid Impala, un membro dell'International Ultramarine Corps, che comparve per la prima volta nella storia Neh-Buh-Loh di JLA: Classified n. 2. Successivamente viaggiò nell'universo dystopiano in miniatura chiamato Qwewd con il resto degli Ultramarines.